# مورتون، میشیگان
مورتون (به انگلیسی: Morton Township) یک منطقهٔ مسکونی در ایالات متحده آمریکا است که در شهرستان میکوستا، میشیگان واقع شده‌است.
 مورتون ۹۲٫۳ کیلومتر مربع مساحت و ۳٬۵۹۷ نفر جمعیت دارد و ۲۹۴ متر بالاتر از سطح دریا واقع شده‌است.